# Orientation du papier toilette
Deux orientations du papier toilette sont possibles lorsqu'est utilisé un dérouleur de papier toilette d'axe horizontal parallèle à la cloison (ou sur un axe perpendiculaire à la cloison placé latéralement devant l'utilisateur) : le papier toilette peut pendre par-dessus ou en dessous du rouleau. Le choix est surtout question de préférence personnelle et est dicté par l'habitude.
Vers la fin du XXe siècle, la controverse est devenue un mème Internet, repris à l'envi sur la toile.

## Études
Dans l'article Bathroom Politics: Introducing Students to Sociological Thinking from the Bottom Up, le professeur de sociologie Edgar Alan Burns donne quelques-unes des raisons pour lesquelles cela vaut la peine de s'intéresser aux avis des gens sur le papier toilette. Le premier jour de son cours d'introduction à la sociologie, Burns demande aux étudiants : « Dans quel sens pensez-vous qu'un rouleau de papier toilette doit être accroché ? ». Dans les cinquante minutes qui suivent, les étudiants réfléchissent au pourquoi de leur réponse et explorent la construction sociale de « règles et pratiques auxquelles ils n'avaient jamais réfléchi consciemment auparavant ». Ils font des liens avec des thèmes plus importants de la sociologie comme la discrimination sexuelle, les sphères publique et privée, l'ethnie, la classe sociale et l'âge. De plus, Burns soutient qu'on peut en tirer une autre leçon : « Les sociologues craignent souvent que leur discipline soit considérée simplement comme un développement de choses insignifiantes ou évidentes. Par conséquent, le but théorique de l'exercice de l'accrochage du papier n'est pas de démontrer que nos petites réalités sont opposées à la vision d'ensemble de la sociologie, mais plutôt que cette vision d'ensemble n'en existe pas séparément. Les petits détails et les règles et croyances tenues pour acquises sont ce qui forme les méta-récits de la société, et ce qui les rend si puissants. »
Les travaux de Burns ont été adoptés par un cours de psychologie sociale à l'université Notre-Dame-du-Lac, où ils sont utilisés pour illustrer les principes évoqués dans le classique de 1966 de Berger et Luckmann, La Construction sociale de la réalité. Des situations de la vie quotidienne utilisées pour mettre en valeur la sociologie imaginative incluent le jeu de Tic-tac-toe, les violations de l'espace vital, les lois régissant la démarche, et l'étiquette sociale poussant les hommes à utiliser les urinoirs dans les toilettes publiques.
Christopher Peterson (en), professeur de psychologie à l'université du Michigan, classe le choix de l'orientation du papier toilette dans la catégories des « goûts, préférences, et centres d'intérêt », à l'opposé des valeurs personnelles ou de « la posture, du caractère, des normes et des besoins ». Les goûts personnels sont une part importante de l'identité ; ils peuvent porter sur un soda ou une équipe de foot préférés, chacun souhaite et s'attend à ce que des personnes différentes aient des intérêts différents, ce qui renforce notre envie de singularité. Ces différences sont parfois à l'origine de taquineries et de réprobations bon enfant mais pour la plupart des gens, les différences de goûts ne créent pas les mêmes fractures que les conflits de valeurs.

## Solutions

### En fonction du papier

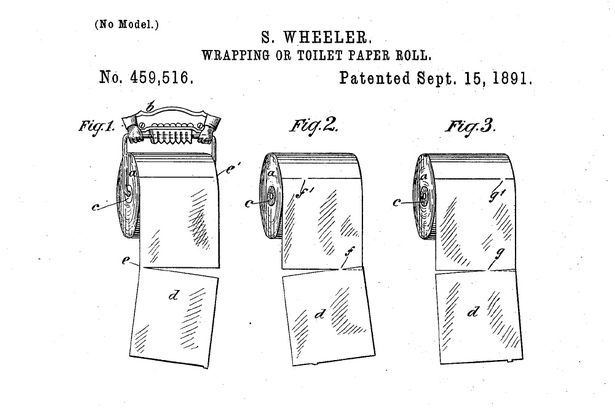
Illustration du brevet d'invention du rouleau de papier toilette perforé.

Lorsqu'il a déposé son brevet en 1891 dans la compagnie papetière Albany (Albany Perforated Wrapping Paper Company), Seth Wheeler, l'inventeur du papier toilette en rouleau, préconisait de dérouler le rouleau par l'avant.

### En fonction du distributeur
Certains distributeurs sont conçus pour privilégier une seule orientation, par exemple ceux dont le couvercle aide à découper le papier fonctionnent mieux avec l'orientation par-dessus.
D'autres modèles de distributeurs présentent un rouleau vertical. Le papier ne sort ni par-dessus ni par-dessous, mais latéralement. La question se pose alors sous une autre forme : faut-il placer le rouleau pour dérouler le papier dans le sens horaire ou dans le sens anti-horaire ?

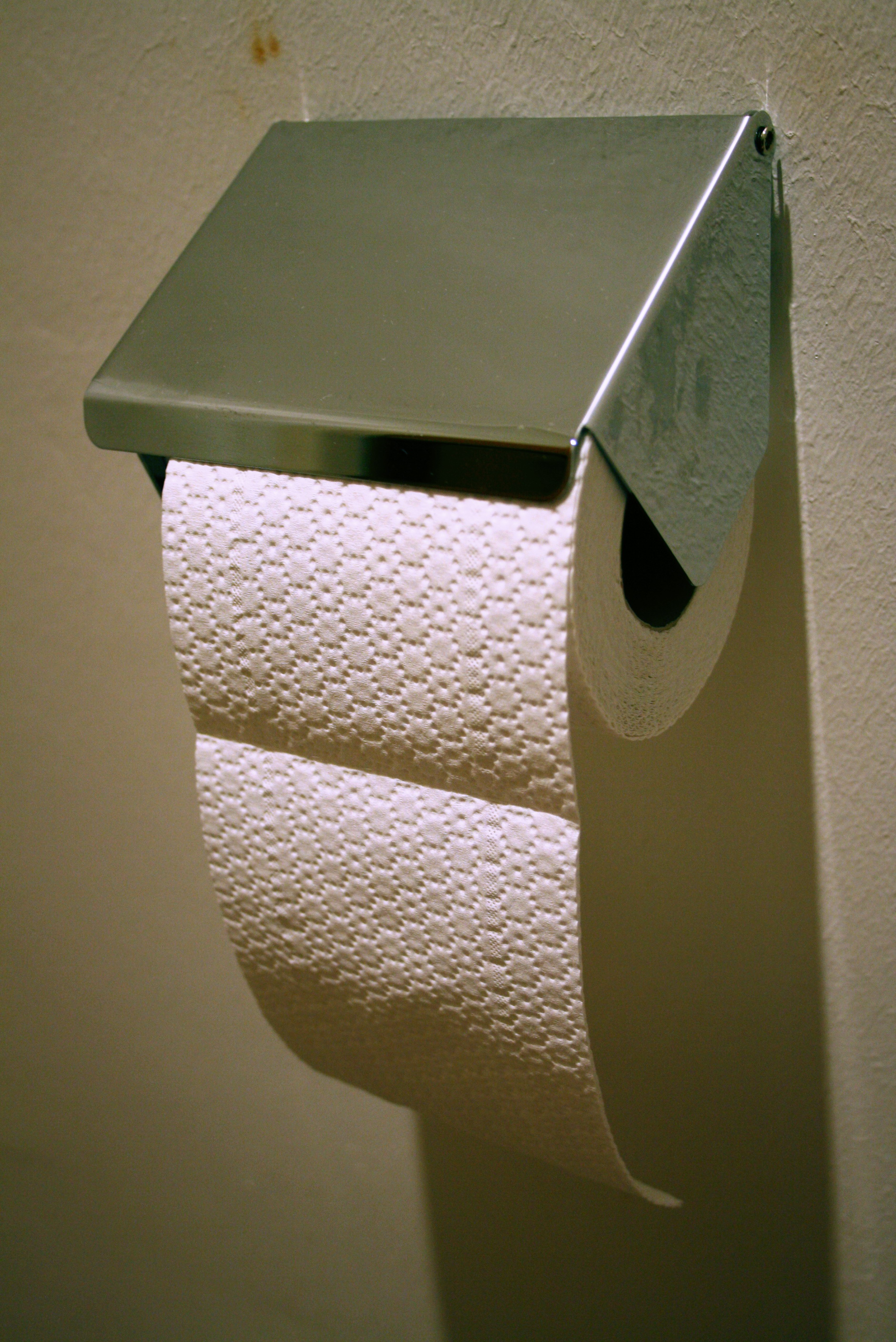
Distributeur à couvercle facilitant la découpe, optimisé pour un déroulement « par-dessus ».
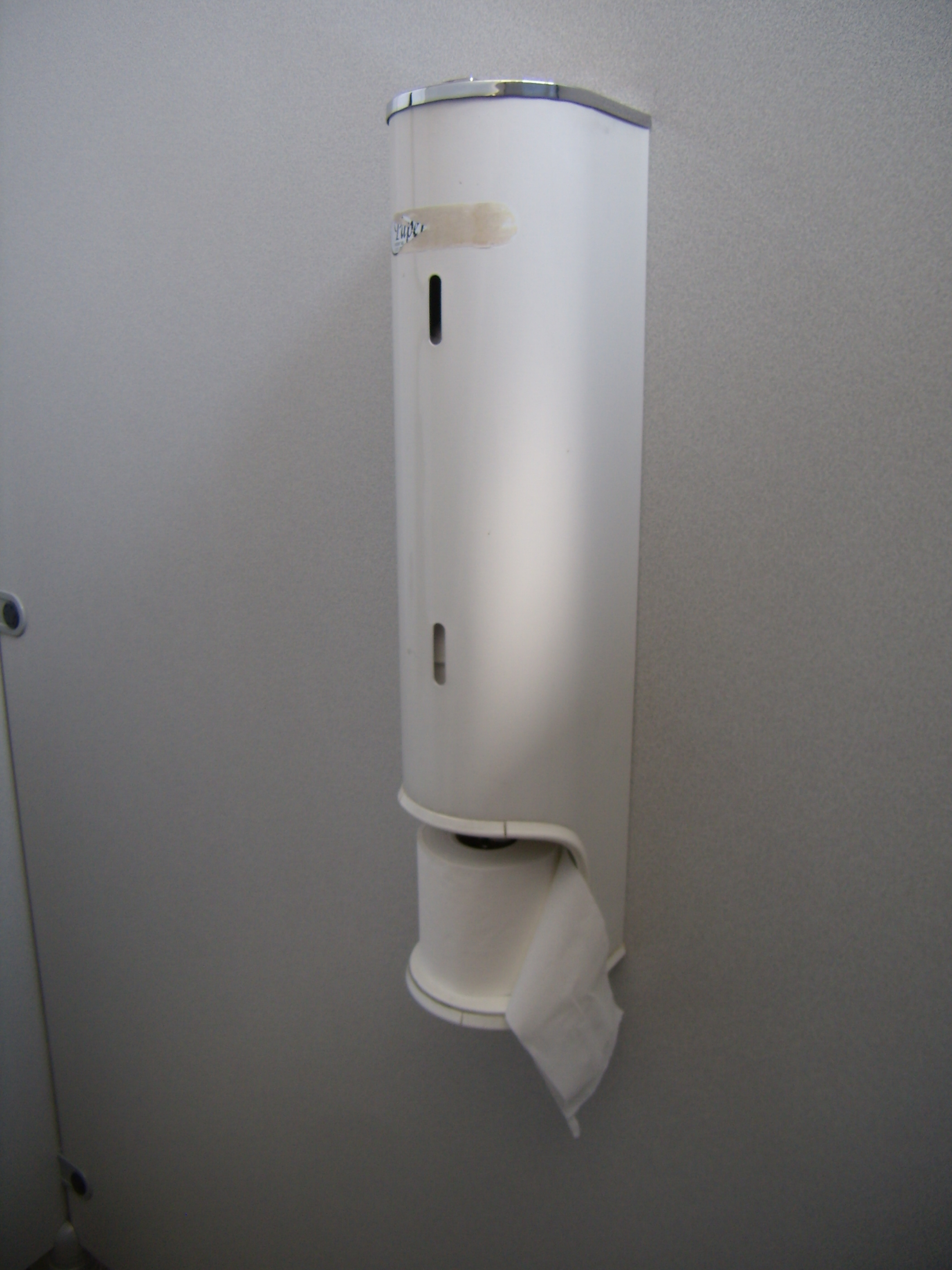
Distributeur vertical de papier toilette, avec déroulement du rouleau dans le sens horaire.
Distributeur vertical de papier toilette, avec déroulement du rouleau dans le sens anti-horaire.
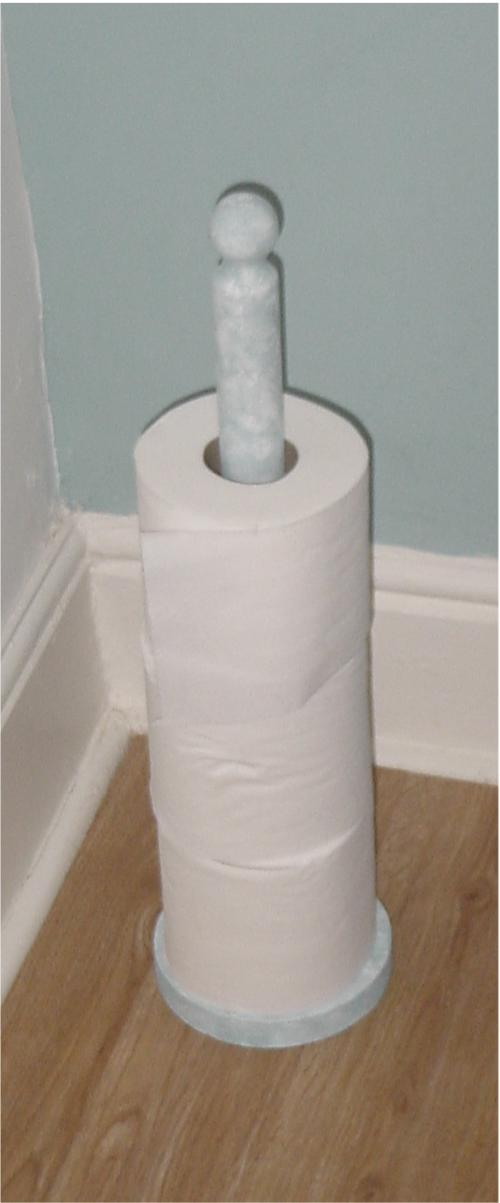
Support vertical de rouleaux.
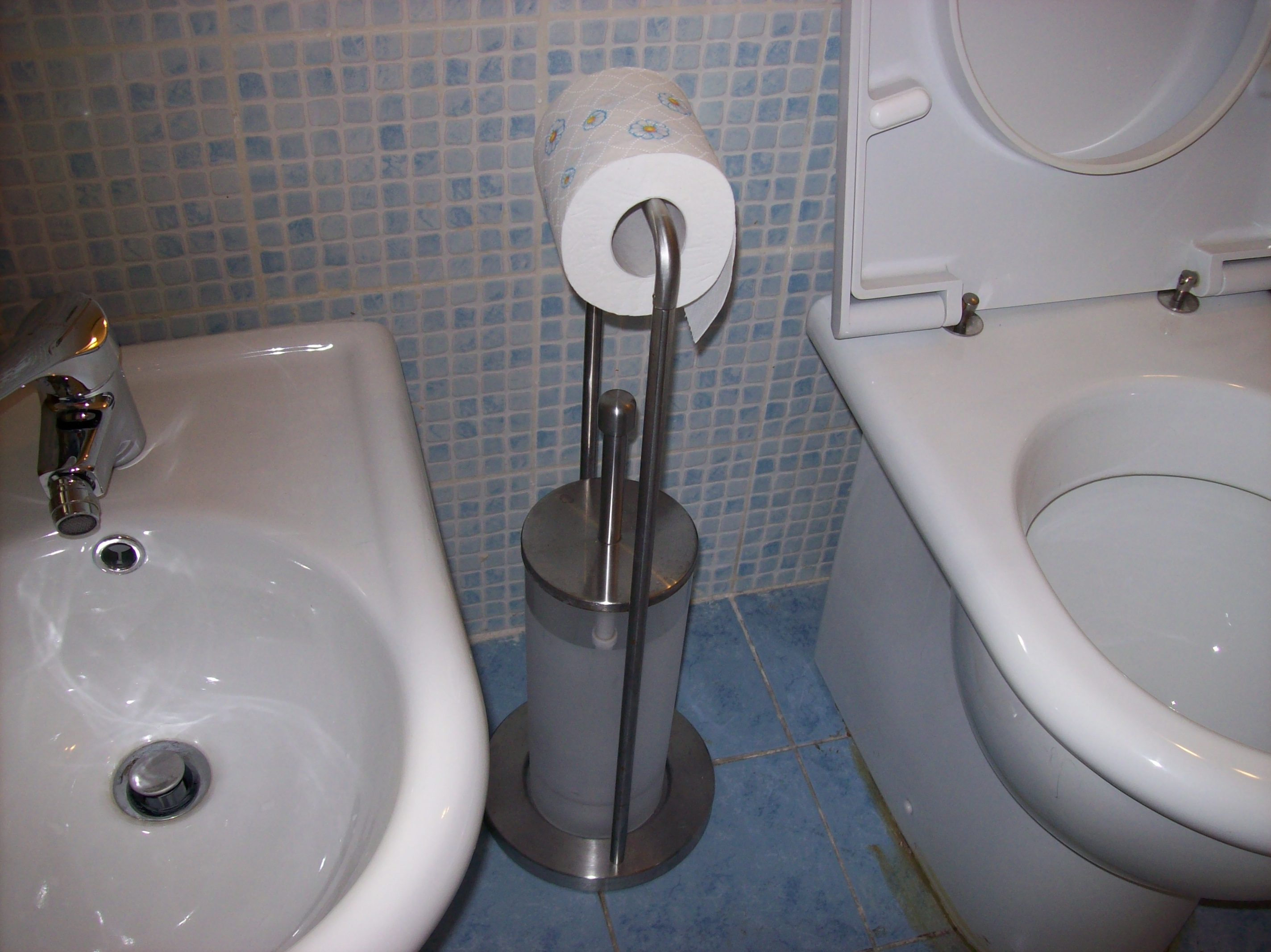
Support avec distributeur horizontal orientable.
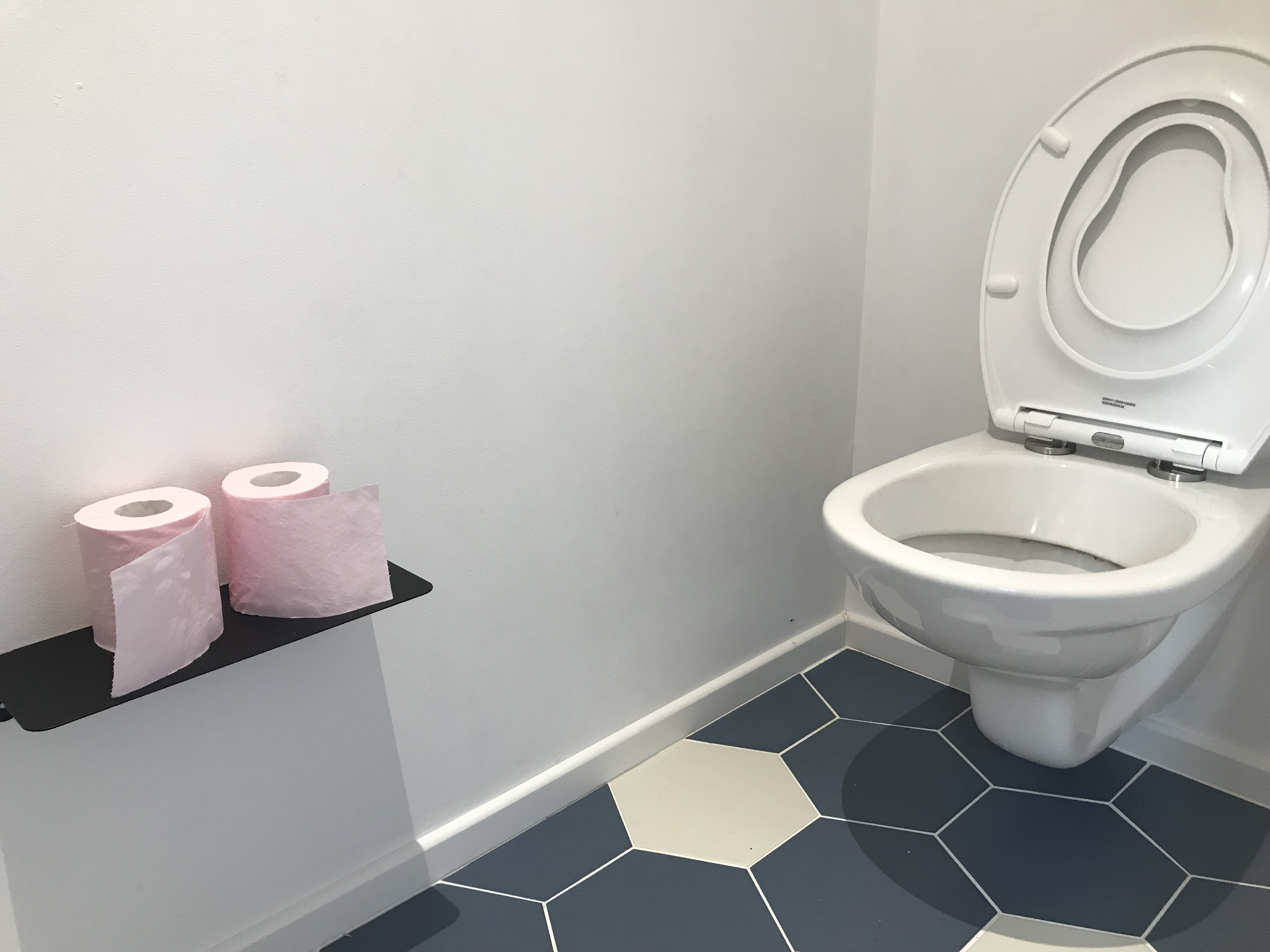
Utilisation libre du papier toilette

### En fonction du comportement
La préférence concernant l'orientation du papier toilette varie néanmoins selon les personnes. Des études restent à réaliser concernant le comportement des individus face à ce dilemme. La présence d'enfants ou d'animaux domestiques facétieux dans un foyer, notamment un chat, pourra par exemple influer sur le choix de l'orientation du rouleau.
Certains établissements, notamment hôteliers, poussent le soin du détail jusqu'à plier élégamment le nouveau rouleau afin d'en faciliter la mise en service. Dans ce cas, un déroulement « par-dessus » est nécessaire.

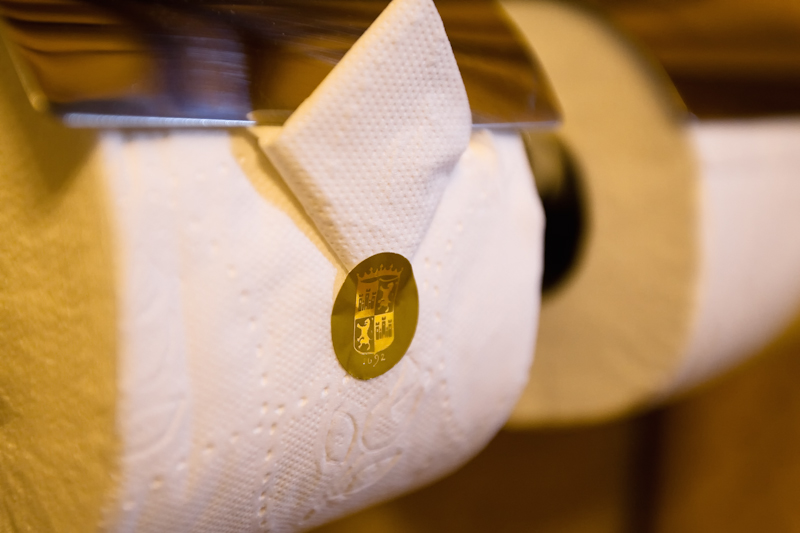
Papier toilette neuf dans un grand hôtel de Cuzco.
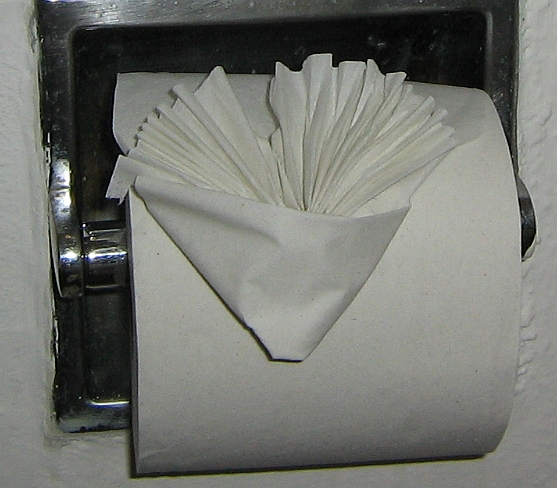
Origami sur un rouleau neuf.

## Problèmes connexes
Outre l'orientation, les fabricants et les auteurs d'études ont étudié d'autres pratiques personnelles liées au papier toilette : combien on en utilise, s'il est tiré avec une ou deux mains, s'il est arraché de droite à gauche ou de gauche à droite et s'il est froissé ou plié avant d'être utilisé. En France, chaque habitant en consomme en moyenne 13 kg par an, à raison de 8,6 feuilles par séance (soit 20 000 par an).
D'autres objets du quotidien distribuent des feuilles à partir d'un rouleau : l'essuie-tout, les fax, les caisses enregistreuses, le film étirable, les sacs en plastique, les sacs-poubelle, le papier aluminium ou encore le papier sulfurisé. Comme le souligne un chroniqueur qui croit à l'importance de l'orientation du papier toilette, « tous doivent sortir dans la bonne direction sinon ça ne marche pas, ou vous vous coupez, ou les deux à la fois ».

## Aspects culturels

### Avis de personnalités
Les avis des personnalités se divisent en partisans du par-dessus ou du par-dessous.
Par-dessus
- Paul Burrell, majordome de Diana Spencer, princesse de Galles[9] ;
- Hilarie Burton, actrice[10] ;
- Paige Davis, actrice[11] ;
- Daren Kagasoff, acteur[12] ;
- Jay Leno, acteur[13] ;
- Tori Spelling, actrice[14].

Par-dessous
- Gerhard Richter, a représenté un rouleau de papier toilette orienté par-dessous dans un tableau de 1965 intitulé Klorolle. La photographie à l'origine du tableau a été prise chez lui[15].

### Mème Internet
L'origine de ce mème Internet remonte à 1989, avec la sortie de The First Really Important Survey of American Habits par Barry Sinrod et Mel Poretz. Depuis lors, le sujet fait régulièrement l'objet de sondages et de commentaires.
Les articles de Wikipédia sur cette question, notamment la version primitive en anglais, mêlant le mode humoristique et les arguments scientifiques, ont mis en lumière ce qui devient un vrai débat de société sur un sujet apparemment futile.